# Brett Holman
Brett Holman (* 27. März 1984 in Bankstown) ist ein australischer Fußballspieler.

## Karriere

### Verein
Holman begann seine Karriere 2001 bei Parramatta Power, einem Verein in der National Soccer League. Zur Saison 2002/03 wurde er vom niederländischen Spitzenklub Feyenoord Rotterdam verpflichtet. Feyenoord lieh Holman bereits in der ersten Saison an sein Farmteam, Excelsior Rotterdam aus, wo er bis 2006 blieb. Zur Saison 2006/07 wurde er von NEC Nijmegen verpflichtet. Zur Saison 2008/09 wechselte er für die Ablösesumme von drei Millionen Euro zum AZ Alkmaar, mit dem er in derselben Saison niederländischer Meister wurde. Im Sommer 2012 wechselte er ablösefrei zu Aston Villa. Er gab sein Debüt in der Premier League am 18. August 2012 gegen West Ham United (0:1). Genau ein Jahr später wechselte er in die arabische Liga nach Dubai zu Al-Nasr. In der UAE Arabian Gulf League gab er sein Debüt am 14. September 2013 gegen Al-Wahda (2:3). Nach zwei Jahren bei Al-Nasr wechselte er innerhalb von Saudi-Arabien zum Emirates Club. Jedoch nach nur einem Jahr dort wechselte er in seine Heimat zu Brisbane Roar. Im Sommer 2019 jedoch wurde sein Vertrag dort aufgelöst und Holman stand vereinslos da.

### Nationalmannschaft
Am 22. Februar 2006 debütierte Holman für die australische Fußballnationalmannschaft im Qualifikationsspiel für den Asian Cup gegen Bahrain. Seither lief er insgesamt 63 Mal für die Socceroos auf, dabei schoss er neun Tore.

## Erfolge
- Niederländischer Meister: 2009
- Niederländischer Supercupsieger: 2009